# Улетели листья (песня)
«Улетели листья...» — песня Александра Морозова и Николая Рубцова. Получила широкую известность после исполнения Виктором Салтыковым с группой «Форум» в 1984 году. В 1987 году на грампластинке «Белая ночь» группы «Форум» фирмой «Мелодия» впервые была выпущена песня «Улетели листья», написанная по одноимённому стихотворению Николая Рубцова. Музыку к песне написал Александр Морозов. В 1986 году Салтыков с группой исполнили песню на фестивале «Песня года». Несмотря на уход из группы «Форум», песня «Улетели листья» исполняется Виктором Салтыковым на его концертах и входит в состав официально изданных сборников его лучших песен. В 2012 году песня вошла в саундтрек к телесериалу «Восьмидесятые».

## Стихотворение
Стихотворение Николя Рубцова написано написано пятистопным хореем.

Сознанием героя в стихотворении Рубцова фиксируется природная примета, и это становится началом размышления. Оно как бы скрыто; герой обращается к кому-то, даже с оттенком назидания, но будничное сразу же преодолевается, подчиняется значимому внутреннему движению, которое определяется цельностью мировосприятия: «Улетели листья с тополей — / Повторилась в мире неизбежность.».
— Москвина О. А. Закон метра и стихия чувства в лирике Николая Рубцова

## Издания

### В дискографии группыФорум
- Белая ночь (1984)

### В дискографииВиктора Салтыкова
- Свожу с ума (ремиксы) (1995)

## Дополнительные факты
- Песня «Улетели листья» вошла в саундтрек телесериала «Восьмидесятые».
- В 2021 году группа «Новые самоцветы» записала версию композиции «Улетели листья»[4].
- Александр Пушной и Денис Клявер записали кавер-версию композиции «Улетели листья».
- Музыка к композиции явный плагиат c THE KORGIS - Everybody's Got To Learn Sometime.
- Музыка Александра Морозова "Улетели листья" звучала в фильме "Рябиновые ночи" в 1984 г